# Propétides

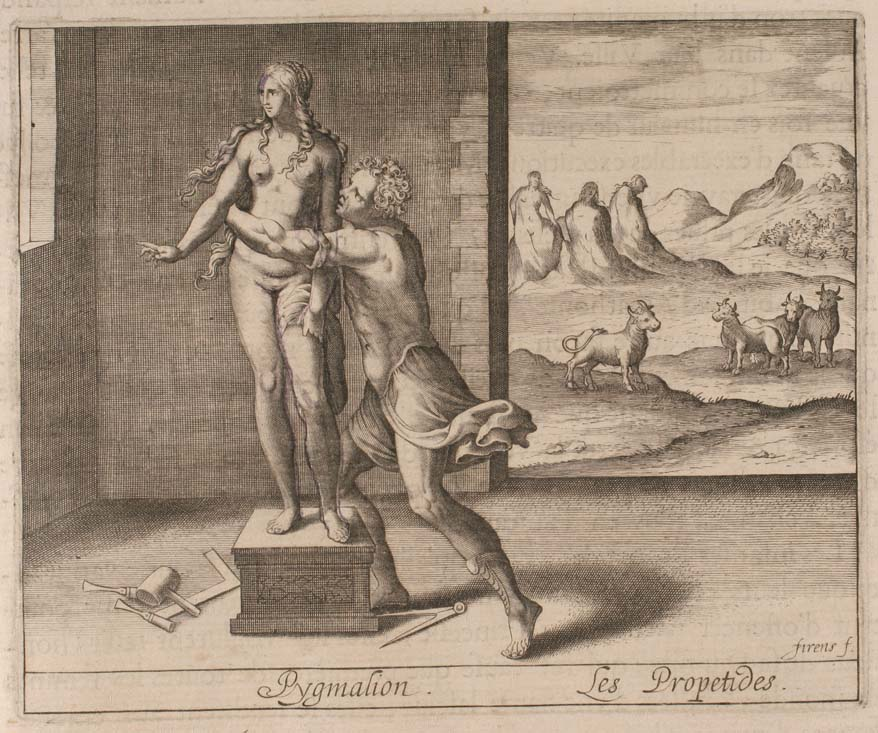
Grabado de 1651 con Pigmalión en primer plano y las Propétides en el fondo

En la mitología grecorromana, las Propétides (griego antiguo: Προποιτίδες) eran unas mujeres de la ciudad de Amatunte en la isla de Chipre.

## Mitología
Ovidio nos relata en sus Metamorfosis (libro 10. 238.): 
Sin embargo las obscenas Propétides se atrevieron a decir que Venus no era una diosa; como castigo, a causa de la ira de la divinidad, dice la tradición que fueron las primeras en prostituir su cuerpo y su belleza; y como la vergüenza las abandonó y se les coaguló la sangre del rostro, con una pequeña alteración se convirtieron en duras piedras.
La historia de Venus y su venganza contra las Propétides por no adorarla adecuadamente es un tema común en varias historias y poemas escritos sobre la diosa.
Según Ovidio, después de ver a las Propétides prostituirse, Pigmalión determinó que "no estaba interesado en las mujeres". Esto llevó a crear una mujer propia en forma de estatua, de la que luego se enamoró.
Según Heródoto, la antigua tradición en Chipre "obliga a todas las mujeres de la tierra a sentarse en el templo de Afrodita y tener relaciones sexuales con algún extraño al menos una vez en su vida".